# ゆうひのジャングル
『ゆうひのジャングル』は、2005年4月4日から2006年3月30日まで山梨放送（YBSテレビ）で毎週月曜 - 金曜 17:20 - 17:50に放送されていたテレビ番組。
2005年10月からは『山梨知的探検隊 ゆうひのジャングル』（やまなしちてきたんけんたい ゆうひのジャングル）というタイトルで放送されていた。

## 概要

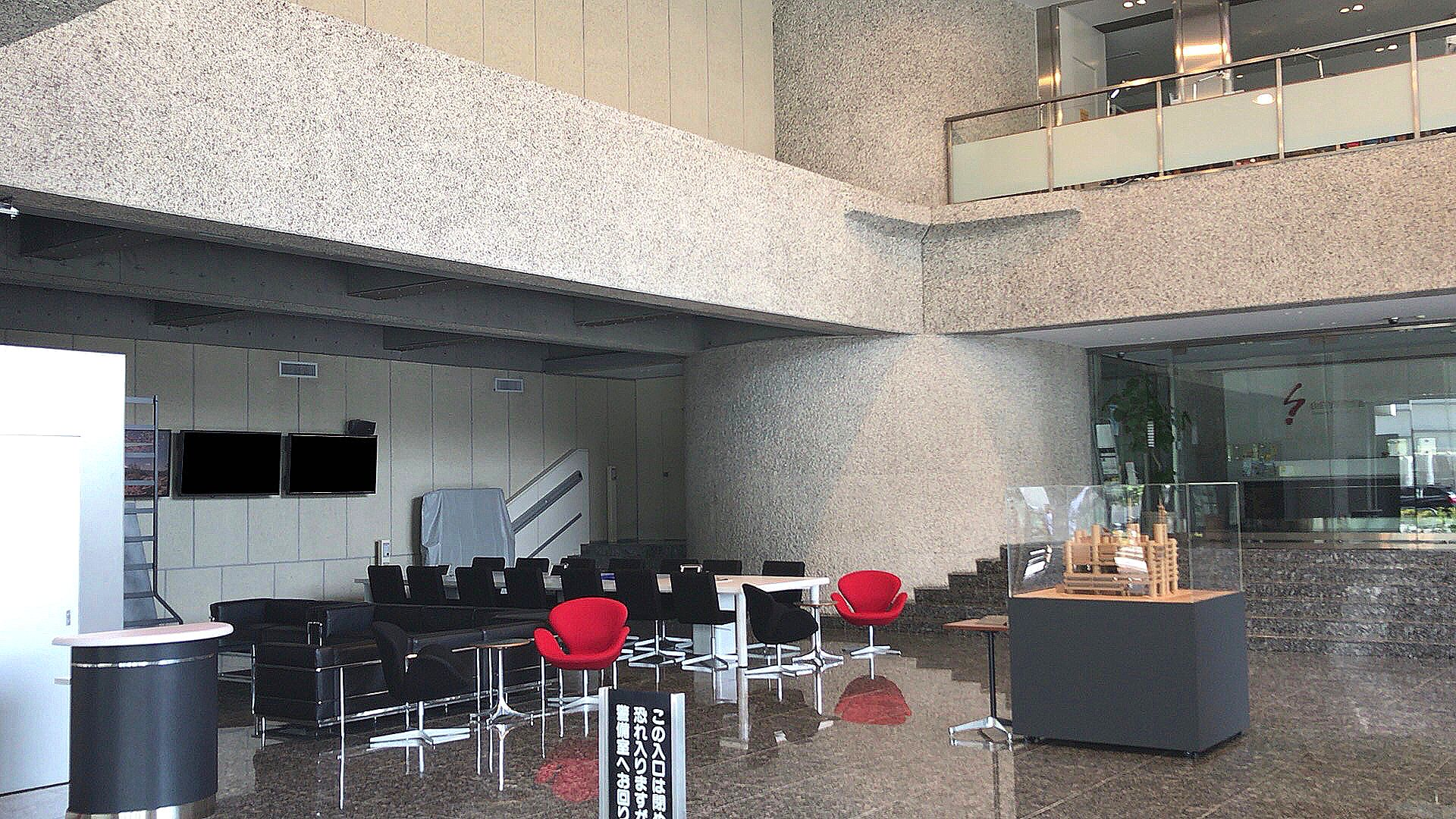
スタジオふらっとが存在した山梨文化会館玄関ロビー

毎週月曜日 - 金曜日 17:20 - 17:50に山梨文化会館（山梨放送本社があるビル）の1階、スタジオ「ふらっと」からの生放送。ただし、日本テレビの特別番組をネットする場合、5分短縮して17:25から放送することがあった。
ファッション・グルメ・社会情勢・身近な謎などを分かりやすく楽しく解明していく、家族をターゲットにした知的エンターテインメント番組だったが、その後のリニューアルによって若干対象年齢が上がった。また、スタジオのセットもリニューアル前はジャングルをイメージしたものだったが、番組末期の頃はジャングルと都会が融合したようなセットになっていた。出演者の衣装も探検隊風の衣装から私服へ変更された。
2006年3月30日放送分をもって終了し、同年4月に開始された『女子アナオアシス いいものジャングル』が後継番組となった。なお、番組終了後のYBSテレビでは日本テレビ制作のニュース（NNN Newsリアルタイム→News every.）を17時台から放送しており、YBSテレビ制作の夕方生放送の情報帯番組は2013年4月スタートの『ててて!TV』まで7年間、待つこととなる。

## 出演者

### 2005年4月 - 9月 (FILE 1 - 128)
- 謎解き調査隊長：酒井康宜（山梨放送アナウンサー）
- 謎解き調査隊副隊長：鈴木智草（月曜・火曜）、中島そよか（水曜・木曜）、植田有紀子（金曜）（すべて山梨放送アナウンサー）
- 謎解き調査隊隊員：県内の児童9人（曜日ごとに替わる）
- 謎解き調査隊隊員のママさん達（上記隊員の母親、テーマによって登場）
- 森の伝道師：ゴリー、カエールケロ（それぞれゴリラ、カエルの人形。詳細後述）
- 刺客：富田智美（山梨放送アナウンサー）（2005年9月2日、9日に植田の代わりに登場）
- その他：カメ様（口の部分にCCDカメラが取り付けられている石像。神様とカメラを掛けている。2005年10月のリニューアルに伴い撤去された）

### 2005年10月 - 2006年3月 (FILE 129 - 246)
- MC：酒井康宜（引き続き隊長と呼ばれる）
- 月曜担当：植田有紀子
- 火・木曜担当：鈴木智草
- 水曜担当：中島そよか
- 金曜担当：富田智美
- キャラクタ：ゴリー（主に月・木・金曜）、カエールケロ（主に火・水曜）
- 調査隊隊員：曜日別に3名ずつ（女性2人・男性1人の組み合わせが多い）、計15名。隔週で登場する隊員や代理出演する隊員も存在したため15人より若干多いことがあった。基本的には3か月ごとに交代。ただし、1か月で交代する場合もあった。隊員は大学生や住職など個性豊かなメンバーで構成されていた。
- お天気調査隊：各回視聴者1名が電話で参加。

### ゴリー・カエールケロの設定
両者とも声を山梨放送のアナウンサーが担当していた（機械で声を変えている）。以下、声の担当者以外は彼らの発言より執筆したもので、公式設定かどうかは不明。担当者も公式には公表されてはいない。
なお、番組は終了したが、ゴリーとカエールケロは後継番組の『いいものジャングル』にも出演していた。

#### ゴリー
- 声：櫻井和明（山梨放送アナウンサー）
- 苗字は「こひるいまき」。
- 自動車の普通免許を持っている。
- アマゾン大学出身。
- お酒に弱い。
- 祖父にゴリンシュタイン（元ネタはアインシュタイン）というゴリラがいる。

#### カエールケロ
- 声：前田真宏（山梨放送アナウンサー）
- 一人称は基本的に「ケロ」だが、「僕」「俺」「私」と言ってしまうことがある。
- 山中湖が全面結氷すると、冬眠から覚めたばかりのケロが湖から出てこられなくなるらしい。
- 奥さんについての話が出たときに「俺って奥さんいるんだっけ？」とどう対応すべきか困っていた。声を担当している前田は既婚だが、ケロに関しては不明。
- お菓子のグミが好物。
- 名前はカタカナだが日本人である。
- ケロ第四中学校出身。川の中にあるらしい。
- 自称瞬きをしないカエル。

## コーナー

### 今日のJUNGLE
番組のメインコーナー。日常の謎、視聴者から送られてきた謎等をその分野に詳しい人をスタジオに呼んで詳しく説き明かしていく。実験などを行う場合は、スタジオまたは山梨県立科学館で同館の職員が行う。出演者に関する質問が多かった場合、その人についての調査も行われる。
放送された謎は、番組の終了後に公式サイトで探検リポートとして紹介されていた。公式サイトでは、体験リポートのみ旧『ゆうひのジャングル』から引き継がれている。

### すっきりしたいんだよなー
視聴者から送られてきた謎を、酒井が自ら調べて解き明かしていたコーナー。月曜 - 木曜の17:40頃放送。ただし、「今日のJUNGLE」が43分頃までに終了しなかった場合には、時間の都合上放送されないことがあった。
謎を解き明かした後にその日の隊員3名がそれぞれポイント（ジャングル）の書かれた札（1、3、5ジャングル）を挙げ、その獲得ポイントによって謎を送った視聴者に以下の景品が贈られた。
- 9ジャングル以上 - 「解く」グッズ（知恵の輪）
- 15ジャングル - 「ナイスクエッション玉手箱」（2005年11月1日までは賞金5000円）

### もしもし？ お天気調査隊
全曜日17:45頃放送。山梨県内の調査隊員（視聴者）1名に、自宅周辺の現在の天気や地域の情報などを電話で報告してもらうコーナー。このコーナーが出来たことでこの時間帯の山梨放送の天気コーナーが半年ぶりに復活した。
このコーナーの最中には本社屋上のライブカメラの映像を背景に翌日の天気予報が流れる。ただし、解説は無い。
特別企画などでこのコーナーが放送できないときには、ライブカメラの映像を背景に通常の天気予報（最新お天気情報）となる。解説はその曜日担当の女性アナウンサーが行った。BGMはお天気調査隊と同じ。
- 2005年11月2日放送分では調査隊員と連絡が取れなかったため、急遽通常の天気予報に切り替えた。
- 2006年2月10日放送分では時間が押してしまい、急遽通常の天気予報に切り替えたため、この日富田の代理で担当した植田はお天気カメラの映像に切り替わるときに出演予定だった調査隊員の名前を呼んでしまった。

### キネマジャングル
金曜日17:40頃放送。最新の映画情報を紹介する。新作映画に限らず再上映などの情報も含まれる。
- 第1回（2005年10月7日）は『ローマの休日』。
- 2006年1月20日『博士の愛した数式』の回では、映画の中で登場した友愛数と呼ばれる数字の紹介をしたが、数日前の『765morning』の「765morning HIT'S ON THE WAVE」でも富田はまったく同じ説明をしていた。
- 2005年12月2日の『Mr.&Mrs. スミス』の回では、富田が記者会見に参加して実際に質問をしたときの映像も流された。

担当の富田は、このコーナー出演時にコスプレをしていることがあった。
- トミー・ポッター（ハリー・ポッター、ハリー・ポッターと炎のゴブレットの回） - 魔女の格好と箒、呪文は一昔前の魔法少女風のもの。
- アンジェリーナ・トミー（アンジェリーナ・ジョリー、ミスター&ミセススミスの回） - 酒井の発言の中で出てきただけで実際に行ったわけではない。

## 番組に出演した有名人の一部
この番組ではキャンペーン期間中などにテーマに合った有名人が登場することがあった。
- 秋山仁（数学）
- 青島広志（音楽）
- Dr.コパ（風水。番組には2回出演。番組宣伝CMにも出演）
- 池上英樹（打楽器奏者。2006年1月20日出演）
- レミオロメン（2006年1月30日。この日の放送後から山梨放送公式ページのゴリケロパペット宣伝バナーに「レミオロメンも大絶賛!!」の文字が追加された）
- ほか

## エンディング・テーマ
- 友達だから（作詞・作曲：徳川伸太郎、2005年9月まで）

## 備考・その他
- 水曜 - 金曜の『ふぁん☆タメ』で番組終了間際に櫻井和明が『ゆうひのジャングル』の内容に触れた場合、その日のキャラクタがゴリーである場合が多い。ただし、『ゆうひのジャングル』の特別企画を『ふぁん☆タメ』内で宣伝していた場合は除く。
- 番組の終了後には、ステーションブレイク無しで18:17から報道スタジオからの放送になる『山日YBSワイドニュース』で伝えられるトップニュースと特集の紹介があった。その後、ステーションブレイク無しで『NNNニュースプラス1』の全国パートに接続されていた。2005年11月下旬から12月上旬まで15秒CM2本に差し替えられていたが、12月中旬に復活した。2006年3月中旬からは再びCM2本に切り替えられていた。
- 2005年12月にはケロが冬眠していたため、ゴリーが多く登場した。実際には、ケロの声を担当している前田が高校サッカー全国大会の取材のために出演できない回が多かったためである。
- ゴリー・カエールケロのパペットを限定2006セット製作。2006年1月2日から1週間ほど、県内のいちやまマートで発売した（1セット2006円）。甲府市の「かすがも〜る」にあるエンターテインメントステーション「E-JAN」でも販売していた。また、番組公式サイトから通販を申し込むことも可能であった。また、2006年度の24時間テレビのチャリティーイベント会場でも販売されていた。